# Матагорда (Техас)
Матагорда (англ. Matagorda) — переписна місцевість (CDP) в США, в окрузі Матагорда штату Техас. Населення — 313 особи (2020).

## Географія
Матагорда розташована за координатами 28°41′47″ пн. ш. 95°58′0″ зх. д. / 28.69639° пн. ш. 95.96667° зх. д. (28.696451, -95.966602).  За даними Бюро перепису населення США в 2010 році переписна місцевість мала площу 5,27 км², з яких 4,77 км² — суходіл та 0,50 км² — водойми.

## Демографія
Згідно з переписом 2010 року, у переписній місцевості мешкали 503 особи в 245 домогосподарствах у складі 134 родин. Густота населення становила 95 осіб/км².  Було 527 помешкань (100/км²).
Расовий склад населення:
| - 89,5 % — білих - 1,0 % — чорних або афроамериканців - 0,6 % — корінних американців - 0,2 % — вихідців з тихоокеанських островів - 7,4 % — осіб інших рас |

До двох чи більше рас належало 1,4 %. Частка іспаномовних становила 12,9 % від усіх жителів.
За віковим діапазоном населення розподілялося таким чином: 14,1 % — особи молодші 18 років, 59,1 % — особи у віці 18—64 років, 26,8 % — особи у віці 65 років та старші. Медіана віку мешканця становила 53,5 року. На 100 осіб жіночої статі у переписній місцевості припадало 122,6 чоловіків;  на 100 жінок у віці від 18 років та старших — 112,8 чоловіків також старших 18 років.
Середній дохід на одне домашнє господарство  становив 43 519 доларів США (медіана — 32 102), а середній дохід на одну сім'ю — 58 403 долари (медіана — 42 308). За межею бідності перебувало 17,0 % осіб, у тому числі 43,8 % дітей у віці до 18 років та 19,6 % осіб у віці 65 років та старших.
Цивільне працевлаштоване населення становило 166 осіб. Основні галузі зайнятості: роздрібна торгівля — 27,7 %, фінанси, страхування та нерухомість — 11,4 %, освіта, охорона здоров'я та соціальна допомога — 11,4 %.